# Deep Water Soloing

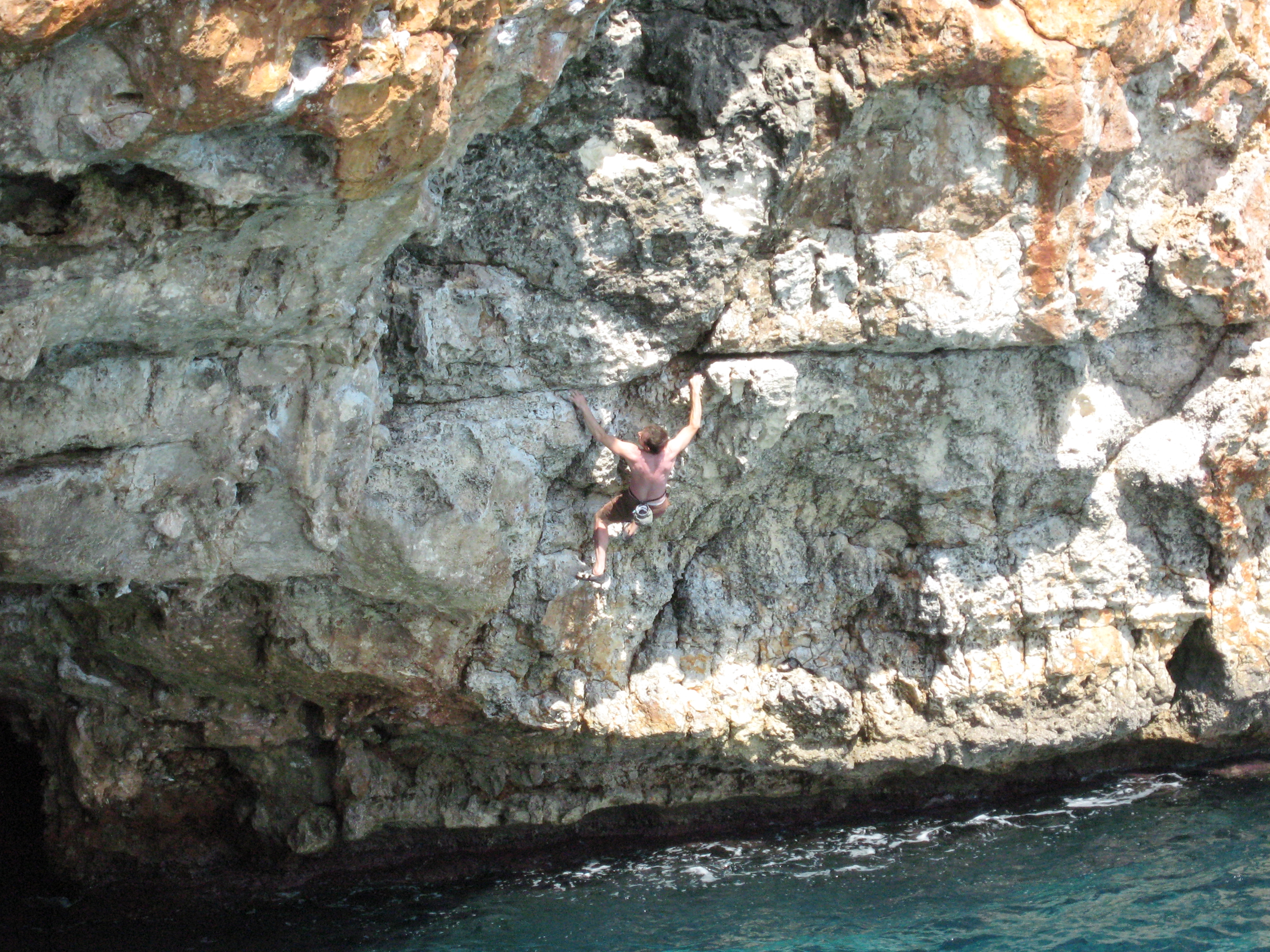
Psicobloc na Cala Varques

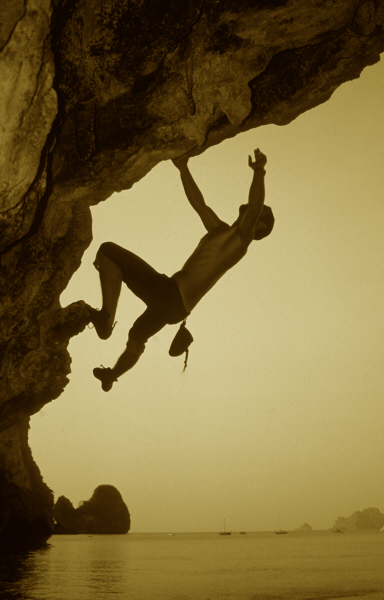
Ton Sai Beach, Krabi, Tajlandia

Deep Water Soloing (DWS) lub też psicobloc – określenie wspinaczki free solo nad głęboką wodą, która służy w jej trakcie jako olbrzymi crashpad. W takiej sytuacji można zrezygnować z asekuracji i pomimo tego wspinać się bez zagrożenia życia na wysokość, z której upadki nie są wykluczone. Przeżycie jest szczególnie intensywne, ale i niosące ze sobą niebezpieczeństwo, ponieważ klify służące do wspinaczki sięgają wysokości 25 metrów lub nawet wyżej.
Warunkiem dla DWS jest ściana bezpieczna w trakcie upadku, to znaczy pionowa lub przewieszona i bez przeszkód na linii upadku oraz wystarczająco głęboka woda. Patrząc z drugiej strony, wspinacz może określić maksymalną wysokość wspinania przez głębokość znajdującej się pod trasą wody.
Obszary, na których możliwe jest uprawianie Deep Water Soloing, to między innym klify na Majorce, Malcie, w Chorwacji, Tajlandii, Wietnamie i na Lazurowym Wybrzeżu (Cap d'Antibes, Coco Beach, Point de l'Aiguille).
W lecie 2006 roku Chris Sharma jako pierwszy na świecie przeszedł chyba najtrudniejszą na świecie trasę Deep Water Solo na wolno stojącym moście skalnym Es Pontàs znajdującym się na wybrzeżu Majorki pomiędzy Cala Santanyí i Cala Llombards. Kluczowym momentem trasy jest długi skok w jej pierwszej części. Sharma nie dokonał oceny swojego osiągnięcia. Z jego wypowiedzi na temat trasy wynikało jednak, że przejście było tak trudne, jak wcześniej pokonana przez niego droga wspinaczkowa Realization (9+). W międzyczasie próbowali pokonać tę trasę inni znani wspinacze, jak Amerykanin Eathan Pringle, czy Niemiec Toni Lamprecht, ale do tej pory nie udało im się jej pokonać w całości.
Innymi prominentnymi przedstawicielami DWS są Miquel Riera, Klem Loskot, Tim Emett i David Lama.
Oprócz sportowców ekstremalnych Deep Water Soloing mogą uprawiać również amatorzy, jako wspinaczkę rekreacyjną. Dzięki naturalnemu zabezpieczeniu (głęboka woda) nie jest potrzebne techniczne wyposażenie oraz umiejętność jego obsługi. Dzięki temu można skoncentrować się na wspinaczce i czerpaniu z niej przyjemności.
Nieistotne jest również trzymanie się określonej trasy. Skała oferuje całą swoją powierzchnię do wyboru, a nie tylko jedną drogę. Eksperymentowanie i improwizacja grają w DWS większą rolę niż powtarzanie dróg.